# Pontiac G3
 Pontiac G3 – samochód osobowy klasy miejskiej produkowany pod amerykańską marką Pontiac w latach 2002 – 2009.

## Pierwsza generacja

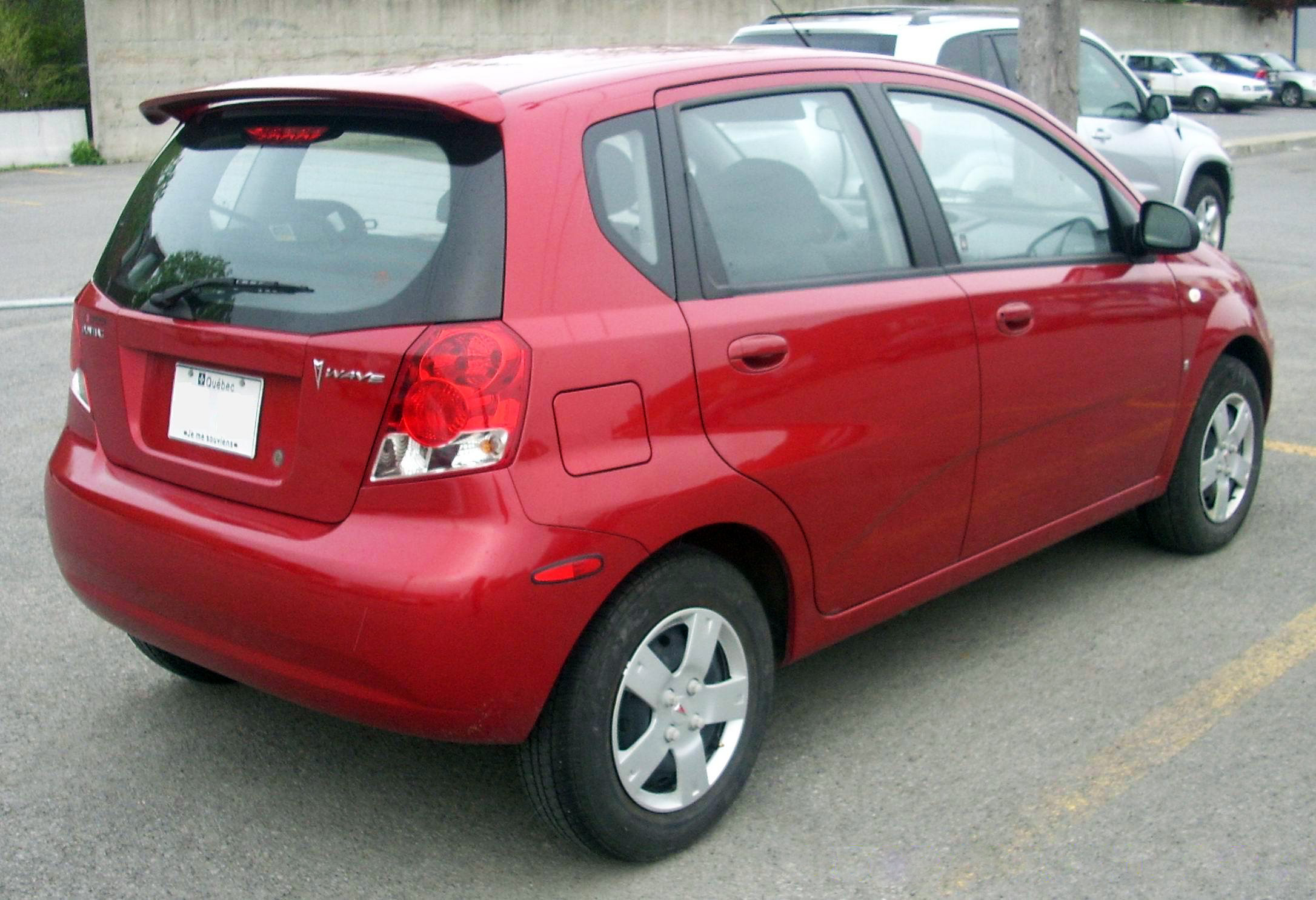
Pontiac Wave I - tył

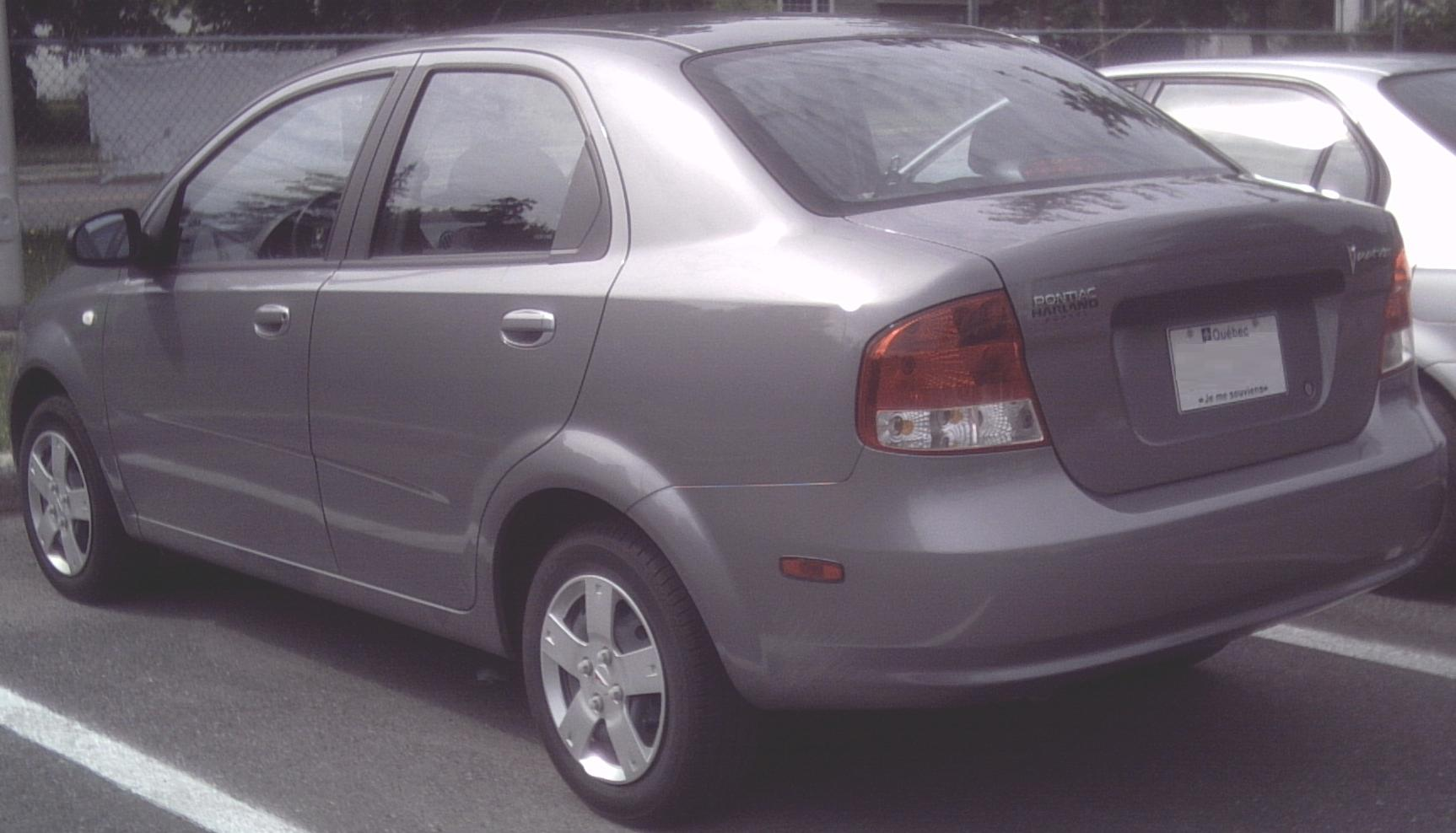
Pontiac Wave I Sedan

Pontiac Wave I został zaprezentowany po raz pierwszy w 2002 roku.
W 2002 roku kanadyjski oddział General Motors podjął decyzję o powrocie do klasy miejskiej po dwuletniej przerwie, która nastąpiła po wycofaniu modelu Firefly. Tym razem postanowiono stworzyć bliźniaczą konstrukcję dla oferowanych równolegle modeli Chevrolet Aveo i Suzuki Swift+.
Pontiac Wave oferowany był w dwóch wariantach nadwozia i w minimalnym stopniu różnił się od pokrewnych konstrukcji – inna była atrapa chłodnicy i emblematy na karoserii.

### Silniki
- L4 1.4l E-TEC
- L4 1.5l E-TEC
- L4 1.6l E-TEC
- L4 1.6l Family 1

## Druga generacja

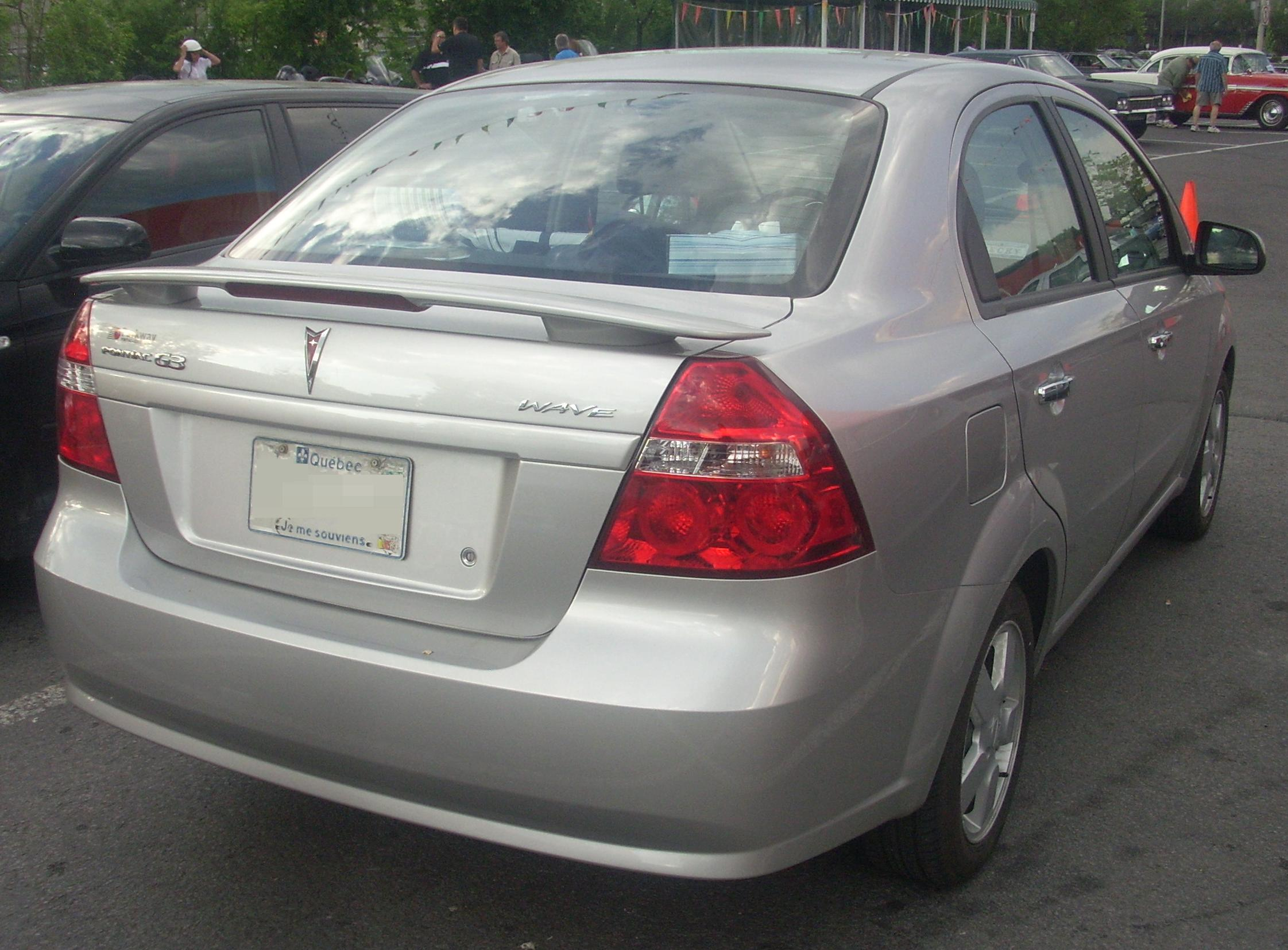
Pontiac G3 Wave - tył

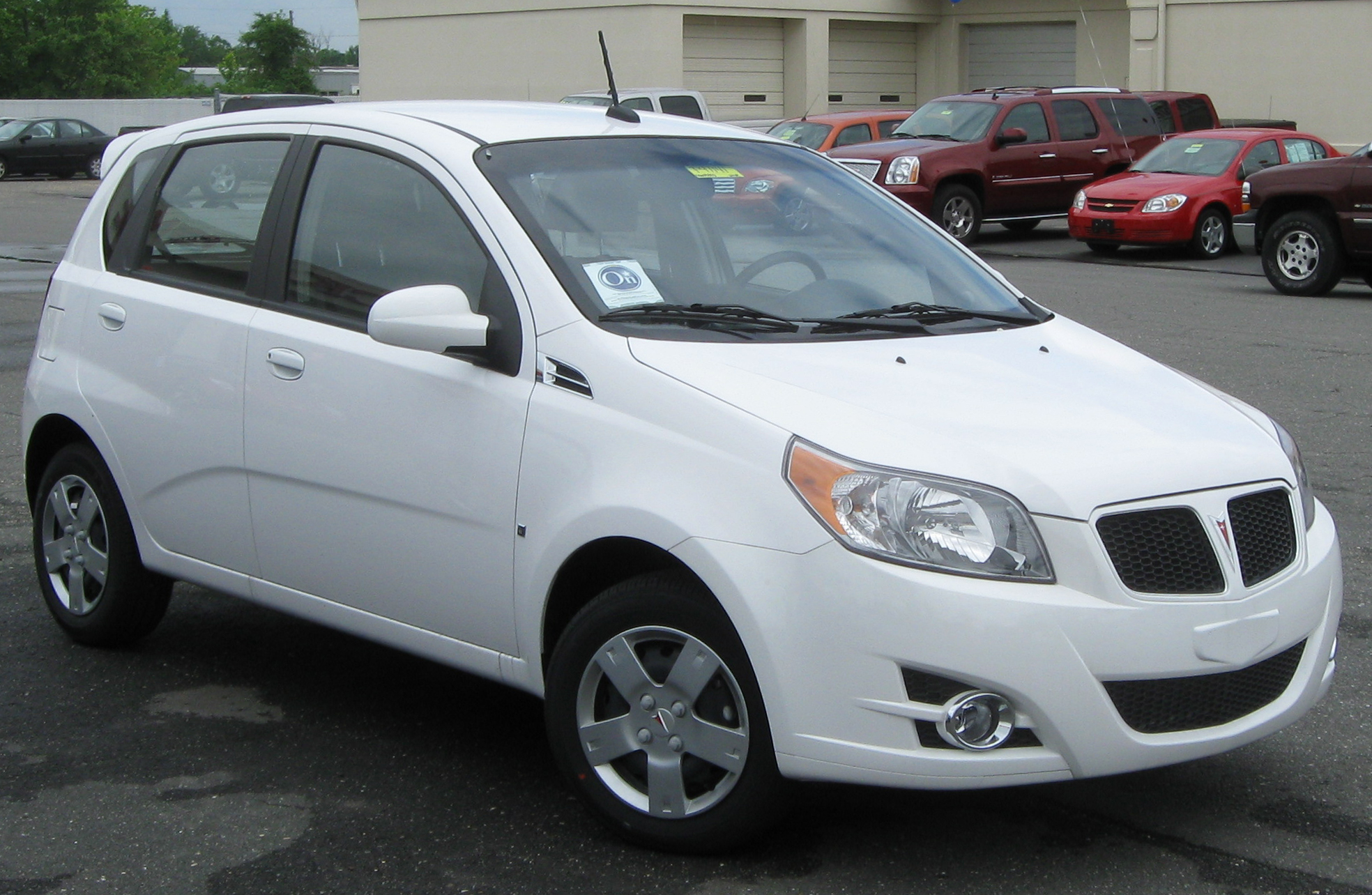
Pontiac G3 Hatchback

Pontiac Wave II został zaprezentowany po raz pierwszy w 2006 roku.
Najmniejszy model Pontiaka w zależności od wariantu nadwozia przeszedł różny zakres zmian. W przypadku wersji sedan polegała na pojawieniu się nowych panelach nadwozia, innym pasie przednim i odświeżonym wyglądzie tyłu.
Wersja hatchback przeszła skromniejsze modyfikacje, zyskując inny wygląd przodu i kokpitu, a z tyłu - jedynie przemodelowane lampy i inny zderzak w stosunku. Zakres modyfikacji był identyczny, co w przypadku bliźniaczych modeli Chevroleta i Suzuki.

### Zmiany nazw i rynki zbytu
W 2008 roku Pontiac podjął decyzję o dostosowaniu Wave do swojej nowej polityki nazewniczej, przez co samochód przemianowano na G3 Wave. Rok później, nazwa została ponownie zmieniona, skracając ją do po prostu G3.
Wiosną 2009 roku samochód został wprowadzony do sprzedaży także w Stanach Zjednoczonych, będąc zarazem ostatnią rynkową nowością Pontiaka w historii – kilka miesięcy później marka została bowiem zlikwidowana.

### Silniki
- L4 1.4l E-TEC
- L4 1.5l E-TEC
- L4 1.6l E-TEC
- L4 1.6l Family 1